# Ivan Režić
Ivan Režić (Spalato, 15 settembre 1979) è un ex calciatore croato, di ruolo centrocampista.

## Carriera

### Club
Nato a Spalato, nell'allora Jugoslavia, nel 1979, inizia a giocare a calcio con il Varteks Varaždin, passando a 18 anni in prima squadra, dove in una stagione colleziona 8 presenze, prima di trasferirsi in Italia, all'Inter, dove non riesce ad esordire in prima squadra. Nel 1999 torna al Varteks Varaždin, rimanendovi 5 stagioni con 88 presenze e 5 reti. Nel 2004 va a giocare in Grecia, all'Olympiacos, dove resta un anno e mezzo, giocando 4 volte e vincendo campionato e Coppa di Grecia alla prima stagione. Nella seconda metà della stagione 2005-2006 gioca nell'Hajduk Spalato, ottenendo 8 presenze, passando la stagione successiva in Israele, al Maccabi Tel Aviv, dove gioca 10 partite segnando 1 volta. Nel 2007, a 28 anni, decide di ritirarsi dal calcio giocato, salvo poi tornare in campo nel 2013, con il Varaždin e poi con Međimurje, nuovo Varaždin e di nuovo Međimurje.

### Nazionale
Dopo aver giocato una gara con l'Under-19 nel 1998 e 3 con l'Under-21 nel 2001, il 9 febbraio 2003 ottiene una presenza in nazionale maggiore, nel Trofej Marjana a Sebenico, contro la Macedonia del Nord, partendo titolare, venendo sostituito al 46' e pareggiando per 2-2.

## Statistiche

### Cronologia presenze e reti in nazionale
| Cronologia completa delle presenze e delle reti in nazionale ― Croazia | Cronologia completa delle presenze e delle reti in nazionale ― Croazia | Cronologia completa delle presenze e delle reti in nazionale ― Croazia | Cronologia completa delle presenze e delle reti in nazionale ― Croazia | Cronologia completa delle presenze e delle reti in nazionale ― Croazia | Cronologia completa delle presenze e delle reti in nazionale ― Croazia | Cronologia completa delle presenze e delle reti in nazionale ― Croazia | Cronologia completa delle presenze e delle reti in nazionale ― Croazia |
| Data                                                                   | Città                                                                  | In casa                                                                | Risultato                                                              | Ospiti                                                                 | Competizione                                                           | Reti                                                                   | Note                                                                   |
| ---------------------------------------------------------------------- | ---------------------------------------------------------------------- | ---------------------------------------------------------------------- | ---------------------------------------------------------------------- | ---------------------------------------------------------------------- | ---------------------------------------------------------------------- | ---------------------------------------------------------------------- | ---------------------------------------------------------------------- |
| 9-2-2003                                                               | Sebenico                                                               | Croazia                                                                | 2 – 2                                                                  | Macedonia                                                              | Trofej Marjana                                                         | -                                                                      | 46’                                                                    |
| Totale                                                                 |                                                                        | Presenze                                                               | 1                                                                      |                                                                        | Reti                                                                   | 0                                                                      |                                                                        |

| Cronologia completa delle presenze e delle reti in nazionale ― Croazia under 21 | Cronologia completa delle presenze e delle reti in nazionale ― Croazia under 21 | Cronologia completa delle presenze e delle reti in nazionale ― Croazia under 21 | Cronologia completa delle presenze e delle reti in nazionale ― Croazia under 21 | Cronologia completa delle presenze e delle reti in nazionale ― Croazia under 21 | Cronologia completa delle presenze e delle reti in nazionale ― Croazia under 21 | Cronologia completa delle presenze e delle reti in nazionale ― Croazia under 21 | Cronologia completa delle presenze e delle reti in nazionale ― Croazia under 21 |
| Data                                                                            | Città                                                                           | In casa                                                                         | Risultato                                                                       | Ospiti                                                                          | Competizione                                                                    | Reti                                                                            | Note                                                                            |
| ------------------------------------------------------------------------------- | ------------------------------------------------------------------------------- | ------------------------------------------------------------------------------- | ------------------------------------------------------------------------------- | ------------------------------------------------------------------------------- | ------------------------------------------------------------------------------- | ------------------------------------------------------------------------------- | ------------------------------------------------------------------------------- |
| 5-10-2001                                                                       | Velika                                                                          | Croazia under 21                                                                | 1 – 0                                                                           | Belgio under 21                                                                 | Qual. Europeo Under-21 2002                                                     | -                                                                               |                                                                                 |
| 10-11-2001                                                                      | Spalato                                                                         | Croazia under 21                                                                | 1 – 1                                                                           | Rep. Ceca under 21                                                              | Qual. Europeo Under-21 2002                                                     | -                                                                               | 40’                                                                             |
| 13-11-2001                                                                      | Teplice                                                                         | Rep. Ceca under 21                                                              | 0 – 0                                                                           | Croazia under 21                                                                | Qual. Europeo Under-21 2002                                                     | -                                                                               |                                                                                 |
| Totale                                                                          |                                                                                 | Presenze                                                                        | 3                                                                               |                                                                                 | Reti                                                                            | 0                                                                               |                                                                                 |

## Palmarès

### Club

#### Competizioni nazionali
- Campionato greco: 1

Olympiakos: 2004-2005
- Coppa di Grecia: 1

Olympiakos: 2004-2005